# Temnitzkirche Netzeband

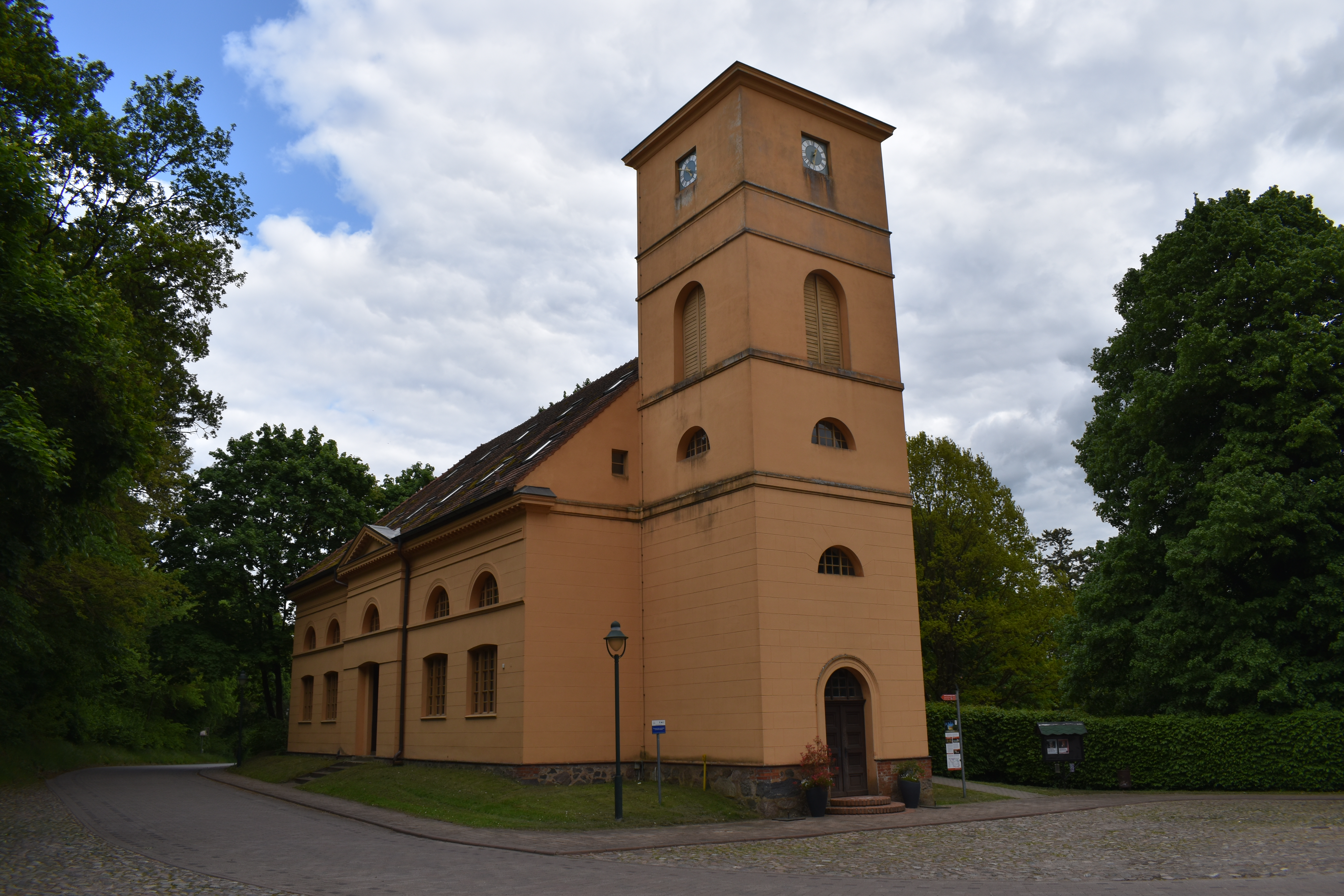
Dorfkirche von Netzeband mit Blick von Nordwesten

Die ehemalige evangelische, denkmalgeschützte Temnitzkirche Netzeband steht in Netzeband, einem Ortsteil von Temnitzquell, einer Gemeinde im Landkreis Ostprignitz-Ruppin in Brandenburg.

## Geschichte
Die Kirche wurde 1834–1835 im Auftrag des Grafen von Königsmarck als Gutskirche erbaut. Zwei Drittel der Finanzierung bewilligte der Herzog von Mecklenburg, denn Netzeband war seinerzeit mecklenburgische Exklave. 1970 wurde die Kirche letztmalig für Gottesdienste genutzt, was die bereits begonnene Baufälligkeit beschleunigte. 1991 begann der Wiederaufbau, der bis 1995 dauerte.

## Beschreibung
Die klassizistische, verputzte Kirche besteht aus einem Langhaus aus fünf Achsen und einem quadratischen Kirchturm im Westen, der mit einem Pyramidendach bedeckt ist. In den mittleren Achsen der Langseiten befinden sich Risalite, die mit Giebeln bekrönt sind. Die Fenster in den Längswänden sind in zwei Zonen angeordnet, über dem Gesims sind sie halbkreisförmig.
Der Innenraum ist mit einer Flachdecke überspannt. Zwischen den hölzernen dorischen Säulen sind an drei Seiten die Emporen gespannt.

## Aktuelle Nutzung
Die Temnitzkirche hat sich seit 2021 zu einem ganzjährigen Kulturzentrum entwickelt. Der Förderverein Temnitzkirche nutzt das Gebäude für ein Veranstaltungsprogramm, das Konzerte, Theateraufführungen, Lesungen, Filmvorführungen und Performances umfasst. Daneben kann die Kirche auch für private und geschäftliche Zwecke angemietet werden.
Ein Schwerpunkt ist der jährliche „Theatersommer Netzeband“, bei dem seit 1996 Open-Air-Aufführungen im angrenzenden Gutspark stattfinden. Die Kirche dient dabei als Theaterfoyer, Auftrittsort oder Teil des Bühnenbildes. Besonders charakteristisch ist das hier entwickelte Synchrontheater, eine einzigartige Theaterform mit übergroßen Masken und vorproduzierten Tonspuren, die 2006 von Frank Matthus mit der Inszenierung von Shakespeares Macbeth kreiert wurde. Im Jahr 2024 war die Temnitzkirche wieder Kulisse für ein Shakespeare-Stück, der Regisseur und künstlerische Leiter von Netzeband Kultur, Hans Machowiak, inszenierte Shakespears Klassiker „Othello“ als Synchrontheater.

## Galerie

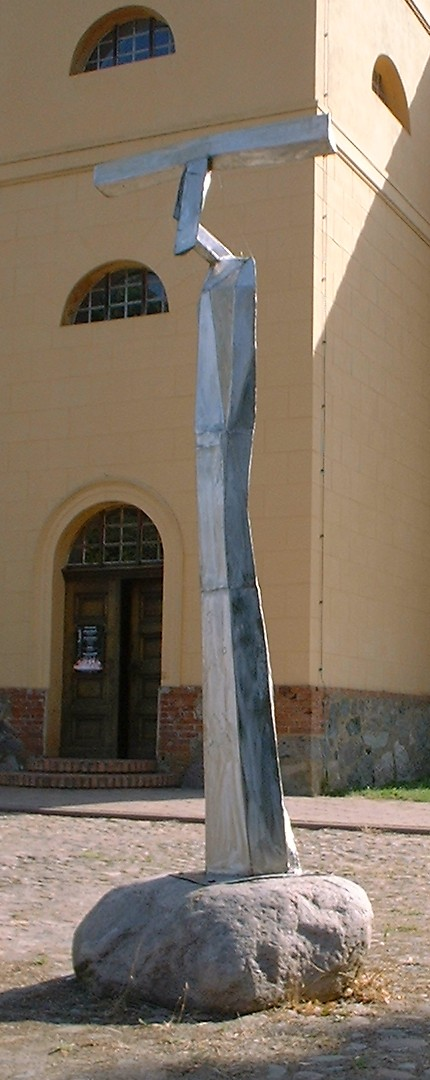
Parzival I von Matthias Zágon Hohl-Stein aus dem Jahr 1994. Die Statue erinnert an die erste Kustaustellung in der Kirche.
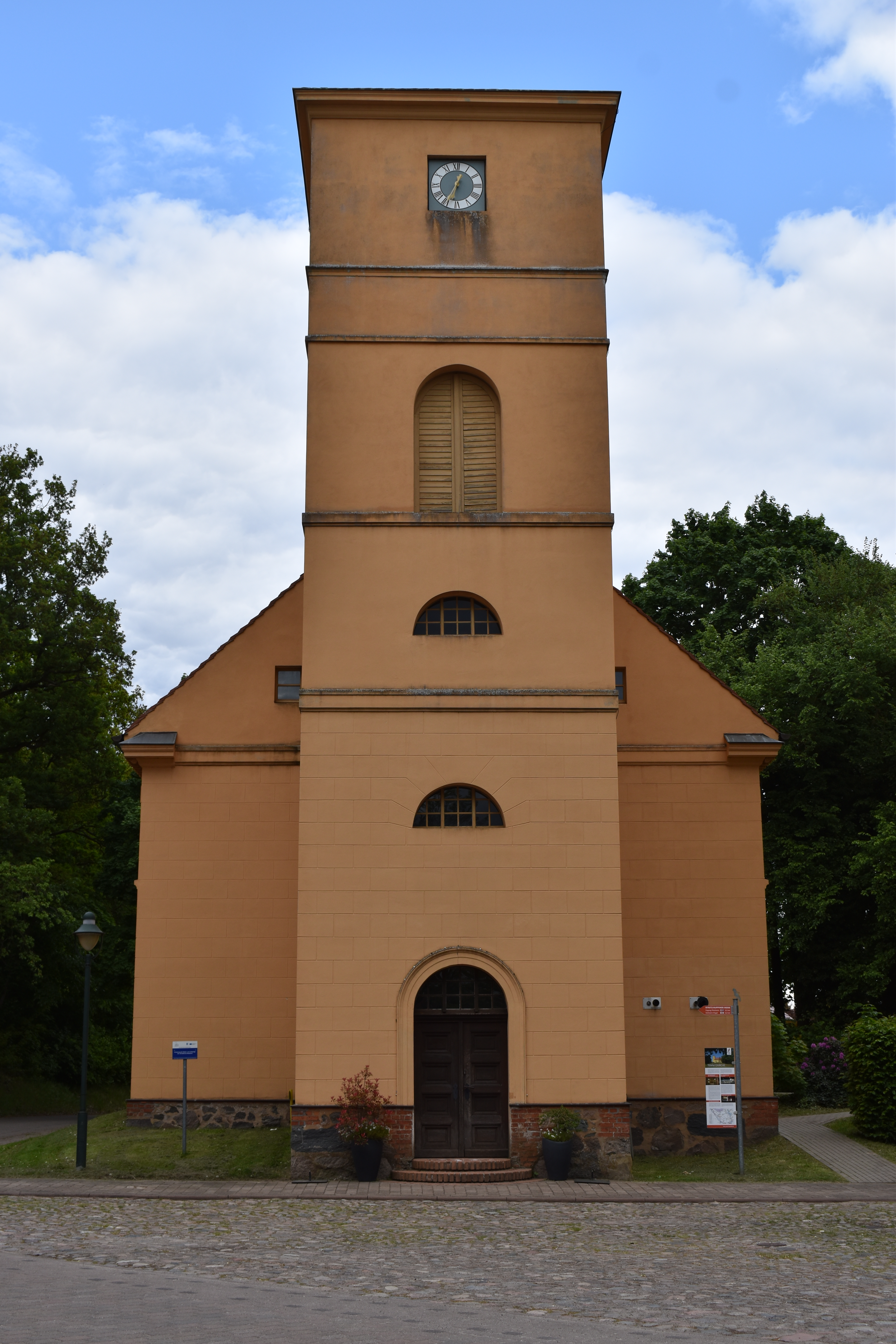
Westseite mit zentralem Turm und Zugang
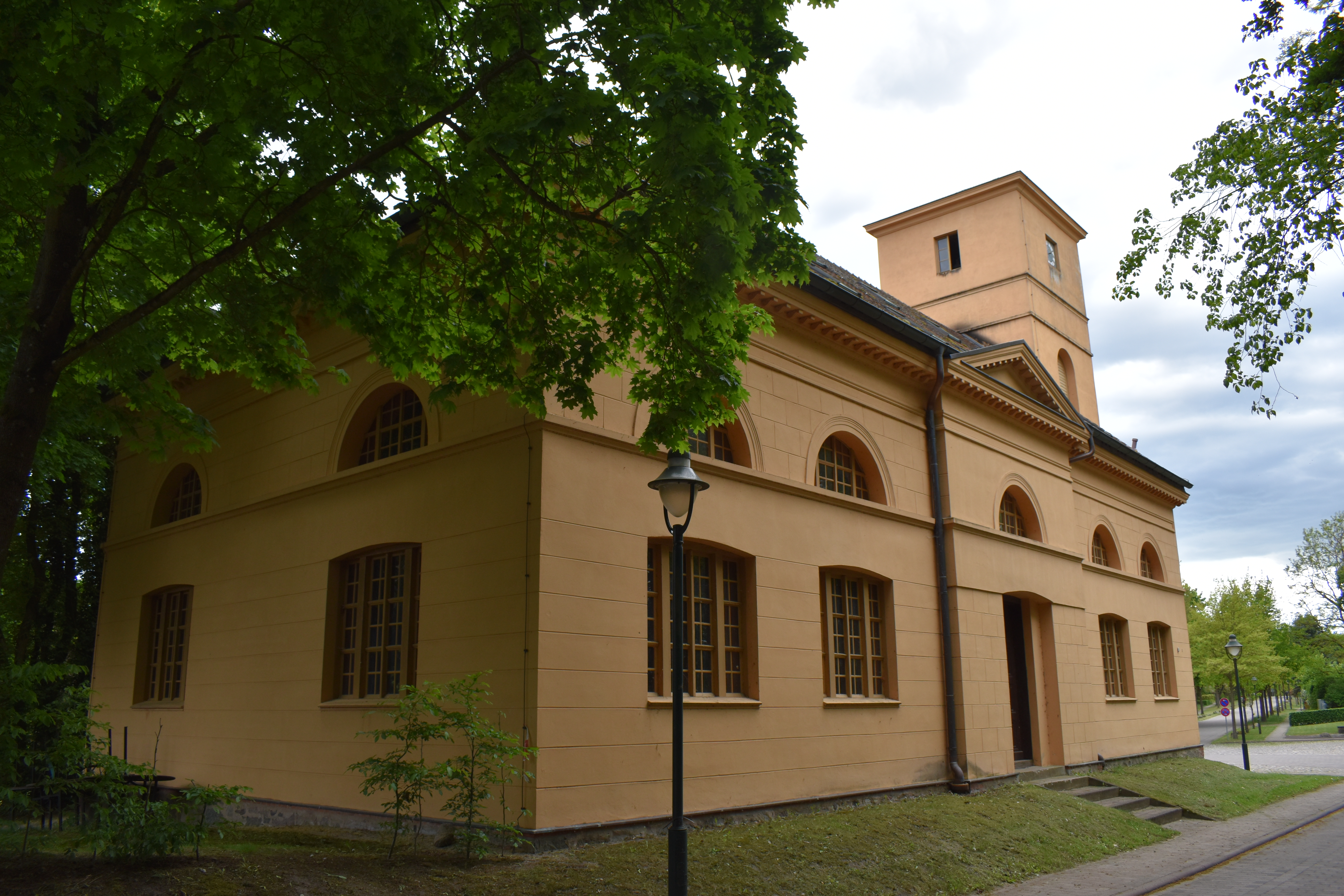
Nord- und Ostfassade
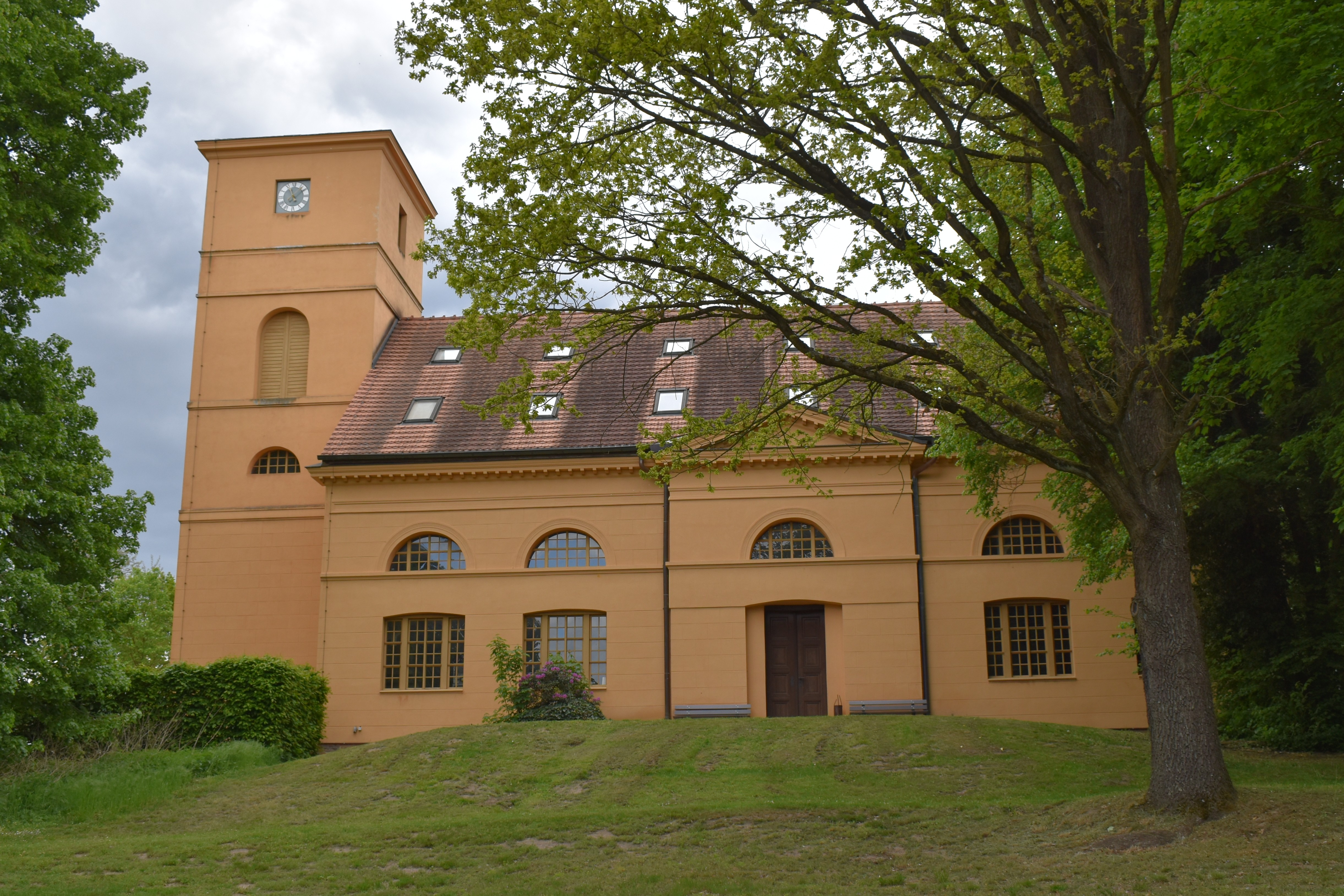
Südseite